# Comuna Hruzke, Holovanivsk
Hruzke (în ucraineană Грузьке) este o comună în raionul Holovanivsk, regiunea Kirovohrad, Ucraina, formată din satele Hruzke (reședința) și Iasne.

## Demografie
Componența lingvistică a comunei Hruzke
     Ucraineană (98,32%)
     Rusă (1,6%)
     Alte limbi (0,08%)
Conform recensământului din 2001, majoritatea populației comunei Hruzke era vorbitoare de ucraineană (98,32%), existând în minoritate și vorbitori de rusă (1,6%).